# Mauricio Gómez Pérez
Mauricio Gómez Pérez (Medellín, Antioquia, Colombia; 8 de marzo de 1983) es un exfutbolista colombiano. Jugaba de mediocampista y se retiró en Llaneros de Colombia.

## Clubes
| Club                 | País     | Año         |
| -------------------- | -------- | ----------- |
| Club Ferrovalvulas   | Colombia | 2001        |
| Real Cartagena       | Colombia | 2003        |
| Leones               | Colombia | ?           |
| Atlético Bucaramanga | Colombia | 2002        |
| Boyacá Chicó         | Colombia | 2004 - 2005 |
| Atlético Bello       | Colombia | 2006        |
| Patriotas            | Colombia | 2007        |
| Academia F. C.       | Colombia | 2008        |
| Rionegro Águilas     | Colombia | 2009 - 2013 |
| Deportivo Pasto      | Colombia | 2013        |
| Rionegro Águilas     | Colombia | 2014        |
| Llaneros             | Colombia | 2014 - 2015 |

## Palmarés

### Campeonatos nacionales
| Título    | Club             | País     | Año  |
| --------- | ---------------- | -------- | ---- |
| Primera B | Rionegro Águilas | Colombia | 2010 |